# Sinophasma vietnamense
Sinophasma vietnamense är en insektsart som beskrevs av Chen, S.C. och Pan Chieh Chen 1999. Sinophasma vietnamense ingår i släktet Sinophasma och familjen Diapheromeridae. Inga underarter finns listade i Catalogue of Life.